# 326. Infanterie-Division (Wehrmacht)
La 326. Infanterie-Division fu una divisione dell'esercito tedesco attiva durante la seconda guerra mondiale che venne creata nel 1942 e fu schierata lungo il fronte occidentale dove fu distrutta nel 1944. Venne riorganizzata nella 326. Volksgrenadier-Division che venne distrutta in Germania nell'aprile 1945.

## Storia
326. Infanterie-Division
La divisione fu istituita il 9 novembre 1942 e alla fine del mese fu trasferita in Francia, nella zona di Narbona. Nel maggio 1944 fu trasferita nel nord della Francia e fu distrutta durante i combattimenti in Normandia nel giugno 1944.
326. Volksgrenadier-Division
La divisione venne riorganizzata nella 326. Volksgrenadier-Division che fu costituita il 4 settembre 1944 a Galanta, inizialmente con il nome di 579. Volksgrenadier-Division. Il 21 novembre 1944 fu trasferita sul fronte occidentale nella zona di Gerolstein e fu poi schierata nella zona tra Monschau e Mützenich, dove subì pesanti perdite durante l'offensiva delle Ardenne. Durante la ritirata del gennaio 1945 venne respinta dalle truppe dell'esercito statunitense per Sankt Vith, Bleialf, Prüm, Brandscheidt e Boxberg, subendo gravissime perdite; i suoi resti riuscirono a raggiungere Cochem e poi Neuwied. All'inizio di aprile 1945 i resti della divisione si trasferirono su una nuova linea a Fulda, ma furono respinti dalle truppe americane per Kassel, la Werra, Wollbrandshausen, Osterode e Herzberg. Successivamente non ci sono più prove che la divisione sia stata ulteriormente schierata; solo suoi frammenti furono schierati separatamente gli uni dagli altri con ordini mutevoli.

## Ordine di battaglia
326. Infanterie-Division 1942
- Grenadier-Regiment 751
- Grenadier-Regiment 752
- Grenadier-Regiment 753
- Artillerie-Regiment 326
- Pionier-Bataillon 326
- Schnelle Abteilung 326
- Infanterie-Divisions-Nachrichten-Abteilung 326
- Divisions-Nachschubführer 326

326. Infanterie-Division 1943
- Festungs-Grenadier-Regiment 751
- Festungs-Grenadier-Regiment 752
- Festungs-Grenadier-Regiment 753
- Artillerie-Regiment 326
- Pionier-Bataillon 326
- Feldersatz-Bataillon 326
- Panzerjäger-Abteilung 326
- Infanterie-Divisions-Nachrichten-Abteilung 326
- Divisions-Nachschubführer 326

326. Volksgrenadier-Division
- Grenadier-Regiment 751
- Grenadier-Regiment 752
- Grenadier-Regiment 753
- Artillerie-Regiment 326
- Pionier-Bataillon 326
- Feldersatz-Bataillon 326
- Panzerjäger-Abteilung 326
- Infanterie-Divisions-Nachrichten-Abteilung 326
- Divisions-Nachschubführer 326

## Decorazioni
Alcuni soldati della 326. Infanterie-division e della 326. Volksgrenadier-Division furono premiati per le loro azioni in guerra:
- Croce Tedesca
  - in oro: 4
- Croce di Cavaliere della croce di ferro: 1

## Comandanti
326. Infanterie-Division
- Generalleutnant Max Dennerlein (11 novembre 1943 - 8 maggio 1943)
- Generalleutnant Karl Böttcher (8 maggio 1943 - 1º giugno 1943)
- Generalleutnant Viktor von Drabich-Wächter (1º giugno 1943 - 2 agosto 1944)
- Oberst Kretsch (2 agosto 1944 - 15 agosto 1944)
- Oberst Erwin Kaschner (15 agosto 1944 - giugno 1944)

326. Volksgrenadier-Division
- Generalmajor Erwin Kaschner (dicembre 1944 - aprile 1945)